# Pertya henanensis
Pertya henanensis là một loài thực vật có hoa trong họ Cúc. Loài này được Y.Q.Tseng miêu tả khoa học đầu tiên năm 1985.